# Филипп, Изидор
Изидо́р Фили́пп (реже Исидор) (фр. Isidor (Isidore) Philipp; полное имя Isidor Edmond Philipp; 2 сентября 1863, Будапешт — 20 февраля 1958, Париж) — французский пианист, музыкальный педагог и композитор, посмертная известность которого значительно больше связана с работами по технике игры на фортепиано, чем с композиторскими сочинениями.

## Биография
Изидор Филипп приехал в Париж из Будапешта с родителями ещё в детском возрасте. Поступив в Парижскую консерваторию на отделение фортепиано в класс Жоржа Матиа, ученика Шопена, в 1883 году окончил её, получив Первую премию как пианист. Также проходил курс композиции у Камилла Сен-Санса, также брал уроки у Стефана Геллера и Теодора Риттера (ученика Берлиоза и Листа). Во время обучения в консерватории Изидор Филипп познакомился с Клодом Дебюсси, сохранив с ним близкие отношения до смерти последнего.
Дебютировал с сольными выступлениями в Лондоне в 1890 году. Также известностью пользовалось камерное трио, которое Изидор Филипп основал со скрипачом Анри Бертелье и виолончелистом Жюлем-Леопольдом Лебо. В течение почти десяти лет в конце XIX века трио с успехом гастролировало по Европе. В 1893 году Изидор Филипп вернулся в Парижскую консерваторию, чтобы преподавать курс фортепиано, сначала элементарного, а затем для старших групп. В 1903 году, получив французское гражданство, он стал профессором, преподавая до 1934 года. После окончания Первой Мировой войны он также работал в Американской консерватории Фонтенбло. Среди его учеников много известных пианистов, дирижёров и композиторов. Среди них можно назвать Мориса Дюмениля, Аарона Копленда, Гиомар Новаэс, Вилфрида Пеллетье, лауреата Нобелевской премии Альберта Швейцера, Александра Черепнина, Андре Лаваня, Никиту Магалова, Жана Франсе, Анриетту Пуиг-Роже, Святослава Сулима-Стравинского, Бевериджа Уэбстера и Эмиля Пуайо.
Изидор Филипп был удостоен звания командора Почётного легиона (согласно указу от 7 сентября 1927 г.) — свой орден он получил из рук Жюля Мока, бывшего министра, который сам был Командором Почётного легиона.
После оккупации Франции, в 1940 году Изидор Филипп, еврей по происхождению, смог перебраться в США и Канаду. Почти сразу после его отъезда нацисты конфисковали всё его имущество и парижскую квартиру. После трансатлантического переезда Филипп, при поддержке своего бывшего ученика Дуайта Андерсона, сначала поселился в Луисвиле (Квебек). Позже он преподавал в Нью-Йорке и Монреале. В Америке он выступал как пианист, продолжая свою академическую карьеру. Свой последний концерт он дал 20 марта 1955 года в возрасте девяноста одного года, исполнив партию фортепиано в скрипичной сонате Сезара Франка.
Помимо карьеры блестящего пианиста и авторитетного педагога, Филипп известен как автор ряда методических трудов по технике игры на фортепиано, не потерявших с годами ценности. На Всемирной выставке 1900 года в Париже был удостоен золотой медали за многолетнюю музыкально-педагогическую деятельность (вместе с Гюставом Лефевром и Полем Луи Руньоном).

## Произведения
- Caprices-etudes en octaves (Этюды-каприсы в октавах), 1900;
- 2 Concert Studies after Chopin’s Op.25 No.6 (Два концертных этюда по Шопену), 1900;
- Feuille de l’album (Листок из альбома) для фортепиано, 1901;
- Rêverie mélancolique (Меланхолическая мечта) для фортепиано;
- Sérénade humoristique (Юмористическая серенада) для фортепиано;
- Concertino pour trois pianos (Концертино для трёх фортепиано);
- Suite pour deux pianos (сюита для дуэта фортепиано);
- Berceuse pour piano (Колыбельная для фортепиано), детский репертуар;
- School of Double Notes pour piano (Школа двойных нот для фортепиано);
- 22 Exercices pour fortifier les doigts pour piano (22 упражнения для укрепления пальцев);